# NGC 7370
NGC 7370 (другие обозначения — PGC 69662, NPM1G +10.0561) — галактика в созвездии Пегас.
Этот объект входит в число перечисленных в оригинальной редакции «Нового общего каталога».